# Stefan Stahel
Stefan Stahel (* 5. Juli 1962 in Stäfa) ist ein Schweizer Jazzmusiker (Piano).

## Leben und Wirken
Stahel lernte das Klavierspielen vorerst autodidaktisch. 1976 kam es zum ersten Auftritt als Boogie-Woogie-Pianist. Seit 1979 spielte er als Jazzmusiker. 1983 trat er in einer eigenen Musikrevue als Schauspieler und Musik auf. Bis 1990 machte er eine Ausbildung an der Swiss Jazz School in Bern bei Silvano Bazan und Joe Haider.
Stahel tritt mit seinem eigenen Piano-Trio auf und hat unter anderen mit Isla Eckinger, Roman Schwaller, Roland von Flüe, Bobby Watson, Danny Gottlieb, Mark Egan, Franco Ambrosetti, Joan Cartwright, Larry Alexander, dem Zurich Jazz Orchestra und den New York Voices gespielt. Mit Kurt Weil und seinen Vibes Revisited trat er beim Montreux Jazz Festival auf. Er ist weiterhin auf Alben von Vocal Contact Plus, R.B.M. Acid Jazz Brasil Project, David Wildli, Richard Lipiec, Slide Stream und Christian Münchinger zu hören.
Seit 2001 ist er als Dozent an der Jazzschule St. Gallen tätig.